# Княжа Губа
Княжа Губа (фін. Knäžöi; рос. Княжая Губа) — село у Кандалакському районі Мурманської області Російської Федерації.
Населення становить 127 осіб. Належить до муніципального утворення Зеленоборське міське поселення .

## Населення
| 2002 | 2010 |
| ---- | ---- |
| 186  | ↘127 |